# Howard Deutch
Howard Deutch (Nueva York, 14 de septiembre de 1950) es un cineasta estadounidense. Su estreno en los cines más reciente fue My Best Friend's Girl, protagonizada por Jason Biggs, Kate Hudson, Dane Cook y Alec Baldwin. Deutch es quizás más conocido por su colaboración con el fallecido director de cine John Hughes, al haber dirigido dos de sus guiones más conocidos: Pretty in Pink y Some Kind of Wonderful.

## Vida y carrera
Howard Deutch  es hijo de Pamela y Murray Deutch, un ejecutivo musical. Se graduó de la George W. Hewlett High School y completó sus estudios en la Universidad Estatal de Ohio. Comenzó su carrera en el departamento de publicidad de United Artists Records, mientras su padre era presidente de la compañía. Deutch dirigido videos musicales para artistas como Billy Idol ("Flesh for Fantasy") y Billy Joel ("Keeping the Faith"). Su debut como director de largometrajes fue con la película escrita por John Hughes y protagonizada por Brat Pack, Pretty in Pink. Sus dos próximos trabajos como director fueron también escritos por Hughes: Some Kind of Wonderful y The Great Outdoors.
Durante el rodaje de Some Kind of Wonderful conoció a su esposa, Lea Thompson. Volvió a contar con Lea en Article 99, su primer largometraje sin Hughes.  Howard y Lea son padres de dos chicas, Zoey Deutch y Madeleine Deutch, ambas actrices.
Curiosamente ha dirigido tres secuelas de películas en las que no había dirigido los originales: Grumpier Old Men, The Odd Couple II y The Whole Ten Yards. Durante las pausas entre largometrajes ha dirigido series de televisión, incluyendo Tales from the Crypt', el piloto de Melrose Place, Caroline in the City, protagonizada por su esposa y True Blood.
Tiene previsto dirigir Twinkle, una comedia sobre un jugador de hockey borracho que se convierte en profesor de ballet para niñas de 6 años.

## Premios
Ganador:
- 1991 - CableACE Award por su dirección de un episodio de la serie de la HBO Tales from the Crypt llamado Dead Right.[6]

Nominado:
- 2003 - Directors Guild of America Awards Mejor Director de Película para Televisión por Gleason (2002)[7][6]

## Créditos como director
- 1986 : Pretty in Pink
- 1987 : Some Kind of Wonderful
- 1988 : The Great Outdoors
- 1992 : Article 99
- 1992 : Melrose Place (Serie de TV)
- 1994 : Getting Even with Dad
- 1995 : Caroline in the City (Serie de TV)
- 1995 : Grumpier Old Men
- 1998 : The Odd Couple II
- 2000 : The Replacements
- 2002 : Watching Ellie (Serie de TV)
- 2002 : Gleason (TV)
- 2004 : The Whole Ten Yards
- 2008 : My Best Friend's Girl